# Браун (водопад)
Бра́ун (англ. Browne Falls) — водопад на русле сброса воды из горного озера Браун, на юге Новой Зеландии.

## География
Водопад расположен на русле сброса воды из небольшого горного озера Браун (~ 0,8 км²) во фьорде Даутфул-Саунд, вблизи фьорда «Холл Арм», в крайней южной части острова Южный, в Саутленде, в Национальном парке Фьордланд, в 150 км к северо-западу от города Инверкаргилл и в 84 км к юго-западу от водопада Сатерленд.
Вода водопада течёт вниз шестью уступами с высоты в 836 м (по другим данным — 619 м), по склону с размером проекции на горизонтальную плоскость около 1000 м, что составляет средний градиент потока в 42°. Такой сравнительно небольшой угол делает падение воды водопада менее впечатляющим. Высота самого большого уступа составляет — 244 м. Ширина водопада составляет 12 м, он в среднем ежесекундно сбрасывает 3 м³ воды, а в период максимального уровня в озере, расход может доходить до 14 м³/с. По высоте, он занимает десятое место в мире и первое в Новой Зеландии.
В этом регионе есть по крайней мере еще два известных водопада, которые сбрасывают свою воду во фьорд Даутфул-Саунд: Хелена (200 м) и Леди Элис (280 м).

## История
Водопад Браун был назван в честь первооткрывателя, аэрофотографа, Виктора Карлайла Брауна, который открыл озеро Браун и связанный с ним водопад во время одного из своих полетов над фьордом в 1940 году.